# Księstwo (Cierpigórz)
Księstwo – przysiółek wsi Cierpigórz w Polsce, położony w województwie mazowieckim, w powiecie przasnyskim, w gminie Przasnysz. Wchodzi w skład sołectwa Cierpigórz. 
W latach 1975–1998 przysiółek należał administracyjnie do województwa ostrołęckiego.
Przysiółek należy do rzymskokatolickiej parafii św. Stanisława Kostki w Przasnyszu.